# Sibthorpia
Genre
Classification APG III (2009)
Sibthorpia est un genre de plantes herbacées de la famille des Scrophulariaceae selon la classification classique ou de la famille des Plantaginaceae selon la classification APG III.

## Étymologie
Le nom Sibthorpia a été attribué en l'honneur du botaniste britannique Humphrey Sibthorp.

## Liste d'espèces
(cette liste peut contenir des synonymes)
- Sibthorpia africana (sv) L.
- Sibthorpia americana Sessé & Moc.
- Sibthorpia australis Hutch.	Fl. W.
- Sibthorpia conspicua Diels	Bot. Jahrb.
- Sibthorpia diffusa Sessé & Moc. ex C. Nelson
- Sibthorpia europaea L.
- Sibthorpia evolvulacea L.
- Sibthorpia nectarifera Wedd.
- Sibthorpia parvifolia M. Martens & Galeotti
- Sibthorpia peregrina L.
- Sibthorpia pichinchensis Kunth
- Sibthorpia pinnata Benth.v
- Sibthorpia repens (L.) Kuntz
- Sibthorpia retusa Kunth
- Sibthorpia rotundifolia (Ruiz & Pav.) Edwin
- Sibthorpia triandra Suess.